# Markwayne Mullin
Markwayne Mullin (* 26. července 1977 Tulsa, Oklahoma) je americký politik za Republikánskou stranu. Od roku 2023 je senátorem USA za stát Oklahoma.
V letech 2013 až 2023 působil jako člen Sněmovny reprezentantů za oklahomský druhý okrsek. V roce 2022 byl zvolen senátorem poté, co se ziskem 62 % hlasů porazil ve speciálních volbách kandidáta Demokratické strany.
Od roku 1996 je ženatý, má šest dětí.